# Les Limiers (film)
Pour les articles homonymes, voir Les Limiers et Le Limier.
Pour plus de détails, voir Fiche technique et Distribution.
Les Limiers  (Below the Line) est un film américain muet d'Herman C. Raymaker sorti en 1925.

## Fiche technique
- Titre original : Below the Line
- Titre français : Les Limiers
- Réalisation : Herman C. Raymaker
- Scénario : Charles Logue
- Photographie : John J. Mescall, Bert Shipman
- Production : Adolph Zukor, Jesse L. Lasky
- Société de production : Warner Bros.
- Société de distribution : Warner Bros.
- Pays :  États-Unis
- Format : noir et blanc - 35 mm - 1,37:1 - muet
- Durée : 70 min. (1h10)
- Date de sortie : 20 septembre 1925 (New York) ; 26 septembre 1925 (sortie nationale)

## Distribution
- Rintintin : lui-même
- John Harron : Donald Cass
- June Marlowe : May Barton
- Pat Hartigan : Jamber Niles
- Victor Potel : « Cuckoo » Niles
- Heinie Conklin : le député shérif
- Gilbert Clayton : le révérend Barton
- Edith Yorke : Mrs. Cass
- Taylor Duncan : le shérif

## Sortie du film
Ce film met en scène le chien-acteur Rintintin (1919-1932), interprète d'une trentaine de films.